# 33353 Chattopadhyay
33353 Chattopadhyay è un asteroide della fascia principale. Scoperto nel 1998, presenta un'orbita caratterizzata da un semiasse maggiore pari a 2,3024760 UA e da un'eccentricità di 0,0701885, inclinata di 6,67109° rispetto all'eclittica.